# Operation Dragoon
Operation Dragoon var de Allieredes invasion af Sydfrankrig, den 15. august 1944, som en del af 2. verdenskrig. Invasionen fandt sted mellem Toulon og Cannes.

## Baggrund
Under de første faser var operationen kendt som Anvil, til at supplere Operation Sledgehammer, som på det tidspunkt var kodenavnet for invasionen af Normandiet. Derefter blev begge planer omdøbt, hvor den sidstnævnte blev Operation Overlord, og den tidligere blev Operation Dragoon. En apokryfisk historie siger, at navnet blev valgt af Winston Churchill, som var modstander af planen, og mente at være blev "dragooned" i at acceptere den. En by tæt på invasionsområdet hedder Draguignan (se "Operation Dragoon-landgangene"-kortet forneden).
Churchill mente, at Operation Dragoon ville bruge midler, der kunne bruges bedre til en invasion af de olieproducerende områder på Balkanhalvøen og måske derefter videre til andre østeuropæiske lande. Dels ville dette yderligere indskrænke Tysklands adgang til den hårdt tiltrængte olie, men det ville også betyde at Vesten var i en bedre position for freden efter 2. verdenskrig ved at befri disse områder fra den tyske besættelse og komme Den Røde Hær i forkøbet.
Planen skulle oprindeligt bestå af en blanding af Frie franske og amerikanske styrker der skulle indtage Toulon og senere Marseille, med efterfølgende revisioner der omfattede Saint-Tropez. Planen blev rettet gennem 1944, men med den voksende konflikt mellem den britiske militærstab – der var imod landgangene og mente at tropper og udstyr burde enten beholdes i Italien eller sendt der – og den amerikanske militærstab, der støttede angrebet. Dette var en del af en større engelsk-amerikansk strategisk uenighed.
Balancen hældte mod Dragoons side pga. to begivenheder: Roms fald i starten af juni, og fremgangen med Operation Cobra, gennembruddet fra Normandiet-lommen, i slutningen af juli. Operation Dragoons D-dag blev sat til 15. august 1944. Det endelige grønne lys blev givet med kort varsel.
Den amerikanske 6th Army Group, også kendt som Southern Group of Armies og også Dragoon Force, der var ledet af Generalløjtnant Jacob L. Devers, blev oprettet på Korsika og sat i brug den 1. august 1944 for at styrke de kombinerede franske og amerikanske styrker, der var planlagt til at invadere Sydfrankrig i Operation Dragoon. I starten var det underordnet til AFHQ (Allied Forces Headquarters) under ledelse af General Sir Henry Maitland Wilson, der var øverstbefalende for Middelhavsfronten. En måned efter invasionen, blev kommandoen flyttet over til SHAEF (Supreme Headquarters, Allied Expeditionary Forces) under den amerikanske General Dwight D. Eisenhower, den øverstbefalende for den allierede styrker på Vestfronten. Task Force 88 var også aktiv i august for at støtte landgangene.

## Landgangene
Angrebsstyrkerne bestod af tre amerikanske divisioner fra 6. korps forstærket med den franske 5. panserdivision, der alle var under kommando af generalløjtnant Lucian K. Truscott, Jr.. Den amerikanske 3. infanteridivision gik i land på den venstre side ved Alpha Beach (Cavalaire-sur-Mer), mens den amerikanske 45. infanteridivision gik i land i midten ved Delta Beach (Saint-Tropez), og den amerikanske 36. infanteridivision gik i land på højre side ved Camel Beach (Saint-Raphaël). Det amerikanske 93rd Evacuation Hospital gik i land ved Sainte-Maxime ved H-6. Ved Cap Nègre, på den vestlige flanke af hovedinvasionen, gik en stor gruppe franske commandos i land for at ødelægge tyske artilleristillinger (Operation Romeo). Disse blev støttet af andre franske commando-gruppers landgange på begge flanker, og af Rugby Force, et faldskærmsangreb i LeMuy-Le Luc området af 1st Airborne Task Force: britiske 2. faldskærmsbrigade, det amerikanske 517. faldskærmsregiments kampgruppe og en sammensat amerikansk faldskærms/svævefly regimentskampgruppe bestående af de amerikanske 509. faldskærmsinfanteribataljon, den svæveflysbaserede 550. luftbårne infanteribataljon og 1. bataljon af 551. faldskærmsregiment (Operation Dove). 1st Special Service Force tog to øer ved kysten for at beskytte brohovedet (Operation Sitka). Vildledningsplanen Operation Span blev udført for at beskytte hovedinvasionen. Den svæveflybårne 887th Airborne Engineer Aviation Company var også inkluderet, og den havde særkendet af at være den eneste luftbårne ingeniørenhed i det europæiske operationsområde, som kom til at udgøre det de specielt var trænet til – at lande et krigssvævefly med ingeniørudstyr.[kilde mangler]
Flådeild fra allierede skibe, inklusiv det franske slagskib Lorraine, det britiske slagskib HMS Ramillies og de amerikanske slagskibe USS Texas, Nevada og Arkansas og en flåde på over 50 krydsere og destroyere støttede landgangene. Syv allierede eskortehangarskibe, sammen med jagerfly fra Korsika, sørgede for luftstøtte.
Over 94.000 soldater og 11.000 køretøjer blev landsat den første dag. Nogle tyske styrker var overført til at kæmpe mod de allierede styrker i Nordfrankrig efter Operation Overlord og et stort angreb af folk fra den Franske modstandsbevægelse, koordineret af kaptajn Aaron Bank fra Office of Strategic Services (OSS), hjalp med at drive de sidste tyske styrker væk fra brohovedet. Derfor mødte de allierede styrker kun lidt modstand, da de rykkede længere ind i landet. Invasionens hurtige sejr, med indtrængen på over 30 km på et døgn, førte til at modstandsbevægelsen indledte en større opstand i Paris.
Efterfølgende formationer inkluderede de amerikanske VI Corps HQ, 7th Army HQ, franske Armé B (senere omdøbt til den Franske 1. armé) og de franske 1. og 2. korps, ligesom 51st Evacuation Hospital.

## Efterfølgende
Den hastige tilbagetrækning af den tyske 19. armé førte til i hurtige erobringer for de Allierede styrker. Planlæggerne havde forestillet sig større modstand i landgangsområderne og undervurderede transportbehovet. De efterfølgende behov for brændstof overgik forsyningerne og manglen på brændstof viste sig at være en større forhindring for fremrykningen end den tyske modstand. Derfor lykkedes det flere tyske enheder at flygte til Vogeserne og Tyskland.
Dragoon-styrkerne sluttede sig til de sydligere styrker fra Operation Overlord i midten af september, i nærheden af Dijon.
En planlagt fordel ved Dragoon var erobringen af den vigtige havn i Marseille. De hurtige allierede fremrykninger efter Operation Cobra og Dragoon gik gradvis i stå i september 1944 pga. kritisk mangel på forsyninger, da tusindvis af tons forsyninger blev hængende i Nordvestfrankrig som følge af mangel på brugbare havnefaciliteter og transportkøretøjer i Nordeuropa. Marseille og de sydlige franske jernbaner blev taget i brug igen på trods af kraftige skader på havnen i Marseille og dens hovedjernbanelinjer. Denne rute blev en vigtig forsyningsrute for de Allierede under deres fremrykning ind i Tyskland, da den dækkede omkring en tredjedel af de Allieredes behov.

### Bøger
- Devlin, Gerard M. (1979). Paratrooper - The Saga Of Parachute And Glider Combat Troops During World War II (engelsk). Robson Books. ISBN 0-31259-652-9.
- Breuer, William (1996). Operation Dragoon: The Allied Invasion of the South of France (engelsk). Presidio Press. ISBN 0891416013.
- Flanagan, E. M. Jr (2002). Airborne - A Combat History Of American Airborne Forces (engelsk). The Random House Publishing Group. ISBN 0-89141-688-9.
- Harclerode, Peter (2005). Wings Of War – Airborne Warfare 1918-1945 (engelsk). Weidenfeld & Nicolson. ISBN 0-30436-730-3.
- Huston, James A. (1998). Out Of The Blue - U.S Army Airborne Operations In World War II (engelsk). Purdue University Press. ISBN 1-55753-148-X.
- Ministry of Information (1978). By Air To Battle - The Official Account Of The British Airborne Divisions (engelsk). P.Stephens. ISBN 0-85059-310-7.
- Norton, G. G. (1973). The Red Devils - The Story Of The British Airborne Forces (engelsk). Pan Books Ltd. ISBN 0-09957-400-4.
- Otway, Oberstløjnant T.B.H (1990). The Second World War 1939-1945 Army - Airborne Forces (engelsk). Imperial War Museum. ISBN 0-901627-57-7.
- Saunders, Hilary St. George (1972). The Red Beret – The Story Of The Parachute Regiment 1940-1945 (engelsk). White Lion Publishers Ltd. ISBN 0-85617-823-3.
- Thompson, Generalmajor Julian (1990). Ready for Anything: The Parachute Regiment at War (engelsk). Fontana. ISBN 0006375057.

## Eksterne links
- (engelsk) US Army Campaigns of World War II – Southern France
- (engelsk) En detaljet historie fra felttoget
- (engelsk) Amerikansk historie artikel om felttoget